# Humphrey Edobor
Humphrey Edobor (ur. 12 marca 1966) – nigeryjski piłkarz grający na pozycji napastnika. W swojej karierze rozegrał 37 meczów i strzelił 8 goli w reprezentacji Nigerii.

## Kariera klubowa
W swojej karierze Edobor grał w klubie Bendel Insurance FC.

## Kariera reprezentacyjna
W reprezentacji Nigerii Edobor zadebiutował w 1984 roku. W tym samym roku powołano go do kadry na Puchar Narodów Afryki 1984, na którym rozegrał pięć meczów: grupowe z Ghaną (2:1), z Malawi (2:2) i z Algierią (0:0), półfinałowy z Egiptem (2:2, k. 10:9) i finałowy z Kamerunem (1:3). Z Nigerią wywalczył wicemistrzostwo Afryki.
W 1988 roku Edobor został powołany do kadry na Puchar Narodów Afryki 1988. Na tym turnieju rozegrał cztery mecze: grupowe z Kenią (3:0), w którym strzelił gola, z Kamerunem (1:1) i z Egiptem (0:0) oraz finałowy z Kamerunem (0:1). Z Nigerią ponownie został wicemistrzem Afryki. W kadrze narodowej od 1984 do 1989 roku wystąpił 37 razy i strzelił 8 bramek.